# Manoel Vitorino
Manoel Vitorino é um município brasileiro do estado da Bahia. Segundo o censo 2022 do IBGE, sua população estimada era de 14.138 habitantes.

## História
Seu nome homenageia o governador da Bahia e vice-presidente brasileiro Manuel Vitorino. Seu território pertencia originalmente à Vila Nova do Príncipe e Santana de Caetité e, por sucessivos desmembramentos, veio finalmente a se emancipar de Boa Nova em 1962, da qual foi distrito, primeiro com o nome de Cachoeira de Manoel Roque (em 1936/37), alterado para Imbuíra em 1938.
Sua emancipação ocorre com a Lei estadual nº 1771, de 30 de julho de 1962, composto por dois distritos: a sede e Catingal, antes denominado Volta dos Meiras por habitar ali numerosa população com este sobrenome. Catingal é também grande produtor de umbus o que possibilitou a instalação de uma agroindústria da fruta naquele município.